# H&M: Come Together
H&M: Come Together, o semplicemente Come Together, è un cortometraggio comico a tema natalizio del 2016, scritto e diretto da Wes Anderson. Realizzato come spot pubblicitario per la linea di abbigliamento "Come Together" di H&M, ha come protagonisti Adrien Brody e Garth Jennings. Il 27 novembre 2016 è stato pubblicato su Internet.

## Trama
Il cortometraggio inizia la mattina del giorno di Natale su un treno chiamato Winter Express, appartenente alle immaginarie H&M Lines, dove il conduttore, Ralph, avvisa i passeggeri, tramite interfono, che a causa delle condizioni meteorologiche, delle difficoltà meccaniche e dell'alternanza dei binari, il treno subirà un ritardo di undici ore e mezza, ritardando l'orario di arrivo previsto alle 3:17 del mattino.
Ralph si dice dunque dispiaciuto per il fatto che ciò potrebbe interferire con i piani che lui e i passeggeri avevano previsto per le vacanze. Tuttavia, Ralph annuncia che lui e il suo assistente portiere, Fritz, serviranno un brunch di Natale nei venti minuti seguenti, invitando i passeggeri a unirsi a loro. In questo momento, la telecamera si sposta verso alcuni finestrini dei passeggeri del treno, mostrando non solo i passeggeri stessi, ma anche immagini dei loro cari. La telecamera quindi torna su Ralph, che contatta un capostazione più vicino di nome Fred, per discutere delle forniture per il brunch di Natale. In seguito, Ralph e Fritz si dirigono alla finestra di una cabina per recuperare, con un gancio di metallo, le provviste richieste. Ralph e Fritz si avviano quindi verso la sezione caffetteria del treno per preparare il brunch.
Diciannove minuti dopo, i passeggeri del treno si recano nella cabina ristorante per il brunch; l'ultimo di loro è un ragazzo, nonché passeggero non accompagnato. Quando entra il ragazzo, Ralph insieme a Fritz e gli altri passeggeri del pullman lo accolgono, ed il cortometraggio si conclude con lui che aiuta Ralph a mettere la stella sull'albero di Natale.

## Recensioni
H&M: Come Together ha ricevuto recensioni positive dalla critica.
Peter Bradshaw di The Guardian ha dato al cortometraggio una valutazione di 3/5 stelle e ha detto: "È un film dolce, ma la nota sentimentale finale è un po' semplice, e non è ovviamente più gratificante o complesso di qualsiasi altro film stile annunci di Natale di John Lewis...". Christopher Horton di The Independent ha dichiarato: "Quattro minuti incredibilmente festosi, è il classico Wes, tutto simmetria perfetta, panoramiche della telecamera, carrellate fluide, costume immacolato e elettrodomestici e cancelleria pittoreschi". Daniel Kreps di Rolling Stone lo ha definito "edificante" e ha detto: "Il conduttore di Brody trasforma il vagone ristorante in una celebrazione degna di nota che cattura lo spirito del Natale, con l'aiuto perfettamente centrato dal classico Happy Xmas (War Is Over) di John Lennon."  Bryan Bishop di The Verge ha detto: "...in poco meno di quattro minuti Anderson e Brody sono in grado di premere tutti i pulsanti giusti. ...ci sono vari pezzi del marchio H&M nascosti all'interno del corto in momenti discreti, ma dimentichiamoci del cinismo per ora, e concentrati solo su una storia dolce raccontata con stile".
Tim Nudd di Adweek ha dichiarato: "Il film è girato nel tipico stile di Anderson, comprese le carrellate e una grande attenzione ai dettagli. La scena finale è piuttosto emozionante, il che è anche bello, in mezzo al design squisito." Joey Paur di GeekTyrant ha dichiarato: "Il suo [di Anderson] stile cinematografico e narrativo è ovunque e lo adoro". Campaign gli ha assegnato 8/10 stelle e ha dichiarato: "Lo spot trasuda lo stile cinematografico caratteristico di Anderson, in quanto racconta una storia di compassione e unione per le festività natalizie". Alexandra Jardine di Ad Age afferma: "Il set, con i suoi colori pastello e l'aspetto splendidamente stilizzato, è il vintage di Anderson, così come la performance impassibile di Brody. Questa è la pubblicità di Natale per gli amanti del cinema indipendente...".
Joe Berkowitz di Fast Company ha dichiarato: "I doni di Anderson per la composizione e per vedere il mondo attraverso gli occhi dei bambini si traducono anche nel suo lavoro pubblicitario. Siamo stati qui prima, ma qui ci piace." Tracy Brown del Los Angeles Times afferma: "Il corto... porta sicuramente le caratteristiche peculiari di Anderson, con il treno e Brody che evocano un'atmosfera da "Darjeeling Limited". Quasi dimentichi che è una pubblicità di H&M, finché non ti rendi conto che il guardaroba dei passeggeri non si abbina perfettamente al resto dell'estetica di Anderson." Paul Hiebert di YouGov ha dichiarato: "Lo spot è elegante e ganzo, eccentrico e divertente. Non ci sono dubbi."